# Gumiabroncscímke

Gumiabroncscímke

A gumiabroncscímke az újonnan gyártott gumiabroncsokon matrica formájában elhelyezett jelölésrendszer. A gumiabroncsgyártóknak 2012. július 1-jétől kötelező jelölni minden személyautóra, kis- és nagyteherautóra gyártott és az Európai Unió területén értékesített gumiabroncs esetében az üzemanyag-hatékonyságra, a nedves tapadásra, valamint a zajszintre vonatkozó besorolásokat. Az Európai Unió által 2009-ben kiadott rendelet része az energiahatékonysági cselekvési tervnek, melynek célja, hogy 2020-ig mintegy 20 százalékkal csökkentse az energiafogyasztást.

## A jelölésrendszer

### Üzemanyag-hatékonyság jelölése
Ez a paraméter azt mutatja meg, hogy adott abroncs használatával hogyan alakul az autó fogyasztása. A skála „A”-tól „G”-ig terjed, ahol „A” jelenti a legalacsonyabb fogyasztási besorolást, míg a „G” az üzemanyag-hatékonyság szempontjából legrosszabbat (a „D”-t személyautók esetében nem alkalmazzák).
Az „A” és „G” besorolás között a fogyasztásban megmutatkozó különbség személyautók esetében 7,5 százalék, ami azt jelenti, hogy ha ugyanaz a gépjármű ugyanolyan körülmények között „G” besorolású járművel 10 liter benzint fogyaszt 100 kilométer alatt, akkor az „A” besorolású abronccsal 9,25 litert.

### Nedves tapadás jelölése
A nedves tapadást „A”-től „F”-ig terjedő skálával jelölik (a „D” értéket személygépkocsik esetében nem alkalmazzák). A jelölés értelmezése a következő: ha „A” kategóriás abroncsokkal ellátott, 80 km/h sebességgel haladó autóval teljes erővel fékezünk, akkor 18 méterrel rövidebb fékúton tudunk megállni, mint az „F” kategóriás gumiabronccsal.

### Zajszint jelölése
A EU gumiabroncscímke ezen paramétere a gördülési zajról ad felvilágosítást, lényegében arra ad információt, hogy mennyire „hangos” a gumiabroncs. A jelölésrendszer három lehetséges eleme:
- Hangszóró egy hullámmal: Csendes (legalább 3 decibellel a későbbiekben bevezetésre kerülő európai határérték alatt van.)
- Hangszóró 2 hullámmal: Mérsékelt (a későbbiekben bevezetésre kerülő európai határérték és a 3 decibellel alatta lévő tartomány között).
- Hangszóró 3 hullámmal: Zajos (a későbbiekben bevezetésre kerülő európai határérték felett).

## A jelölésrendszer használata
Az Európai Unió által előír címkével kötelező ellátni a személyautók, kis- és nagyteher autók számára gyártott gumiabroncsokat. Kivételt képeznek:
- újrafutózott gumiabroncsok;
- professzionális terepjáró-gumiabroncsok;
- az első alkalommal 1990. október 1-je előtt nyilvántartásba vett gépjárművekre történő kizárólagos felszerelésre szánt gumiabroncsok;
- T típusú, kifejezetten ideiglenes használatra szánt (jóval keskenyebb profilú) pótkerékabroncsok (vagyis azok, amelyekre az ENSZ EGB 64. előírása vonatkozik);
- azon gumiabroncsok, amelyek sebességhatára kevesebb mint 80 km/h;
- azon gumiabroncsok, amelyeknek névleges kerékpántátmérője vagy nem haladja meg a 254 mm-t, vagy legalább 635 mm;
- a tapadási tulajdonságok javítása érdekében kiegészítő eszközökkel felszerelt gumiabroncsok, például a szöges gumiabroncsok;
- a kizárólag versenyzésre gyártott járműveken való használatra tervezett gumiabroncsok.

## Kritikai megjegyzések
Az EU által előírt jelölésrendszert számos kritika érte, hiszen a gumiabroncs tulajdonságainak csak egy részét tükrözi. Semmilyen információt nem ad például az alábbi – a vezetés és általában véve a közlekedésbiztonságot meghatározó – gumiabroncs tulajdonságokra vonatkozóan:
- A gumiabroncs kopása és ennek kapcsán várható élettartama.
- Vízelvezető képesség egyenes futás, illetve kanyarodás esetén (lásd aquaplaning).
- Kormányozhatóság, stabilitás száraz és nedves úton.
- Téli gumi esetében a vonóerő, illetve fékút nagysága havas és jeges úton.

Mindezeket figyelembe véve az EU gumiabroncscímke mellett célszerű a független szervezetek (pl.: ADAC) tesztjeit is elolvasni a gumiabroncs kiválasztása előtt.